# ویرانه‌ها (فیلم)
ویرانه‌ها (انگلیسی: The Ruins) فیلمی در ژانر ترسناک به کارگردانی کارتر اسمیت است که در سال ۲۰۰۸ منتشر شد. از بازیگران آن می‌توان به جاناتان توکر، جنا مالون، شان اشمور، لورا رمزی و جو اندرسون اشاره کرد.
فیلم دربارهٔ گروهی ماجراجوست که برای گذراندن تعطیلات به مکزیک می‌روند. آن‌ها در آنجا با یک توریست آلمانی آشنا می‌شوند که او آن‌ها را متقاعد می‌سازد تا برای پیدا کردن برادر گم‌شده‌اش به وی کمک کنند….
ویرانه‌ها توسط دریم‌ورکس و پارامونت پیکچرز در ۴ آوریل ۲۰۰۸ اکران شد. این فیلم نقدهای متفاوتی از منتقدان دریافت کرد و در گیشه شکست خورد؛ تنها ۲۲٫۹ میلیون دلار در سراسر جهان فروش داشت در حالی که بودجهٔ ساخت آن ۲۵ میلیون دلار بود.

## داستان
در یک پیش‌درآمد کوتاه، زنی تنها در تاریکی نشسته و برای کمک فریاد می‌زند، پیش از آن‌که نیرویی نامرئی او را به درون بکشد. دو زوج جوان آمریکایی، «جف»، «امی»، «اریک» و «استیسی»، به تعطیلاتی در مکزیک می‌روند. آن‌ها با «ماتیاس»، توریستی آلمانی آشنا می‌شوند که به دنبال برادرش «هاینریش» می‌گردد؛ آخرین مکان شناخته‌شدهٔ او، یک حفاری باستان‌شناسی در خرابه‌ای دورافتادهٔ مایایی در دل جنگل است. «دیمیتری»، دوست ماتیاس نیز به گروه می‌پیوندد. آن‌ها به خرابه‌های یک معبد مایایی می‌رسند و با روستاییان مایایی مسلح به چاقو، تیر و کمان، و اسلحه مواجه می‌شوند. ماتیاس تلاش می‌کند هدفشان را توضیح دهد، اما آن‌ها اسپانیایی یا انگلیسی نمی‌فهمند. وقتی امی تصادفاً روی چند پیچک پا می‌گذارد، روستاییان وحشت‌زده می‌شوند. دیمیتری سعی می‌کند به آن‌ها نزدیک شود و آرامشان کند، اما آن‌ها او را با تیر می‌کشند. باقی گروه به بالای معبد فرار می‌کنند.
در بالا، اردوگاهی رهاشده و یک چاه در مرکز می‌یابند. صدای زنگ تلفنی را از داخل خرابه‌ها می‌شنوند. آن‌ها ماتیاس را با طناب به پایین چاه می‌فرستند، اما طناب پاره می‌شود و او سقوط می‌کند و فلج می‌شود. امی و جف به پایین معبد می‌روند تا با مایاها صحبت کنند، اما موفق نمی‌شوند. در عصبانیت، امی دسته‌ای پیچک را پرت می‌کند که به یک پسر بچه برخورد می‌کند و مایاها بلافاصله او را می‌کشند. آن‌ها درمی‌یابند که مایاها از پیچک‌ها وحشت دارند و چون همگی به آن‌ها دست زده‌اند، اجازهٔ خروج نمی‌دهند. بعدتر، استیسی و امی به چاه پایین می‌روند تا ماتیاس را نجات دهند.
صبح روز بعد، استیسی می‌بیند که یکی از شاخه‌های پیچک وارد زخم پایش شده‌است. پیچک‌ها پاهای پایینی ماتیاس را نیز بلعیده‌اند و به استخوان رسانده‌اند. جف و اریک موفق می‌شوند پیچک‌ها را از بدن استیسی جدا کنند، اما نمی‌توانند آن‌ها را از ماتیاس بکنند. دوباره صدای تلفن از چاه شنیده می‌شود، پس استیسی و امی دوباره پایین می‌روند. در اتاقی پوشیده از پیچک، جسد دوست هاینریش و یک تلفن شکسته را می‌یابند. آن‌ها درمی‌یابند که صدا در واقع از گل‌های پیچک‌هاست. زمانی که امی یکی از گل‌ها را لمس می‌کند، پیچک‌ها به آن‌ها حمله می‌کنند و آن‌ها به‌زحمت فرار می‌کنند.
با بدتر شدن وضعیت ماتیاس، جف برای جلوگیری از عفونت پاهایش را قطع می‌کند. استیسی که از دلداری اریک به امی ناراحت است، آن دو را به رابطهٔ جنسی متهم می‌کند. در جریان این بحث، پیچک‌ها ماتیاس را خفه می‌کنند.
صبح روز بعد، اریک امی و جف را به چادر می‌آورد و از استیسی می‌خواهد پیچک‌ها را زیر پوستش به آن‌ها نشان دهد. جف با چاقو شاخه‌ها را از پای او و سپس از ستون فقراتش درمی‌آورد. استیسی چاقو را می‌گیرد و ادعا می‌کند پیچک‌ها وارد سرش شده‌اند. در حالی که بقیه نگاه می‌کنند، پیچکی زیر پوست پیشانی او حرکت می‌کند و ادعایش را تأیید می‌کند.
روز بعد، استیسی از خواب بیدار می‌شود و از چادر بیرون می‌رود. او کوله‌پشتی‌ای با چاقو پیدا می‌کند. جف صدای ناله‌ای می‌شنود و بیرون می‌رود و استیسی را می‌بیند که با بدن پر از زخم، در تلاش است پیچک‌ها را از بدنش بیرون ببرد. او را لمس می‌کند و استیسی دست او را با چاقو می‌برد. اریک نیز سعی می‌کند آرامش کند، اما او چرخیده و چاقو را در سینه‌اش فرو می‌کند. در حالی که گروه در تلاش برای مهار اوست، پیچک‌ها اریک را می‌ربایند. استیسی که از کاری که کرده پشیمان است، از امی می‌خواهد او را بکشد، و جف برای مرگ از روی ترحم او را می‌کشد.
جف نقشه‌ای برای فرار امی می‌کشد. او خون استیسی را روی امی می‌مالد و او را تا پای معبد حمل می‌کند. سپس با تحریک مایاها، حواس آن‌ها را پرت می‌کند. سرانجام مایاها جف را با تیر می‌زنند. امی بلند می‌شود و از میان جنگل فرار می‌کند و مایاها در تعقیبش هستند. رهبر مایاها در پایان با شلیک به سر، جف را می‌کشد. امی موفق می‌شود از چنگ آن‌ها بگریزد، به جیپ برسد و رانندگی کند تا فرار کند.
پس از فرار امی، دو دوست یونانی دیمیتری در جنگل سرگردان‌اند و به معبد می‌رسند.

### پایان جایگزین
در نسخهٔ بدون سانسور، هنگامی که امی با جیپ فرار می‌کند، نمایی نزدیک از صورت او نشان می‌دهد که پیچک‌ها درون پوستش در حال حرکت‌اند، نشان می‌دهد که او نیز آلوده شده‌است. نسخه‌ای طولانی‌تر از این پایان به‌عنوان صحنهٔ حذف‌شده وجود دارد. در ادامه، سرایدار قبرستانی را نشان می‌دهد که در میان سنگ‌قبرها راه می‌رود و آهنگ «فرر ژاک» را با سوت می‌زند. وقتی صدای همان آهنگ را از یک قبر می‌شنود، به سوی آن می‌رود و دوربین آشکار می‌کند که قبر متعلق به امی است و چند گل قرمز اطراف آن رشد کرده‌اند. وقتی سرایدار دستش را به‌سوی یکی از گل‌ها دراز می‌کند، موسیقی بالا می‌گیرد و صحنه به سیاهی می‌رود.
کارگردان «کارتر اسمیت» در مصاحبه‌ای گفت: «ما چند پایان مختلف فیلم‌برداری کردیم تا ببینیم کدام‌یک با فیلم نهایی بهتر کار می‌کند. در فیلم‌های استودیویی فرایند آزمون مخاطب وجود دارد که با وجود دشواری، دید خوبی از واکنش تماشاگر به پایان داستان به ما می‌دهد. تصمیم نهایی‌مان براساس چیزی بود که مخاطب بعد از یک فیلم سنگین، رضایت‌بخش‌تر می‌دانست. من پایان رمان را دوست دارم، اما اگر فیلم هم همان‌طور تمام می‌شد، تماشاگر احتمالاً می‌خواست خودش را بکشد.»

## بازیگران
جنا مالون در نقش امی
شاون اشمور در نقش اریک
لورا رمزی در نقش استیسی
جو اندرسون در نقش ماتیاس
سرجیو کالدرون در نقش رهبر مایا
جسی رامیرز در نقش کماندار مایایی
بالدر مورنو در نقش سوار مایایی
دیمیتری باویاس در نقش دیمیتری
پاتریسیو آلمیدا رودریگز در نقش راننده تاکسی
لوئیس آنتونیو راموس در نقش تفنگدار مایایی
والتر کوئیسپه در نقش تفنگدار مایایی
پولین ویمَن در نقش زن شیون‌کننده
کریس آرگیریسیس در نقش یونانی
الکساندر گرگوری در نقش یونانی
میشل اتکینسون در نقش باستان‌شناس
بار پالی در نقش باستان‌شناس
جردن پاتریک اسمیت در نقش هاینریش

## تولید
فیلم‌برداری در کوئینزلند، استرالیا انجام شد. بنا بر گزارش روزنامهٔ میامی هرالد، «اسمیت دو سوم کتاب را نوشته بود که شرکت تولیدی بن استیلر یعنی Red Hour Films حقوق اقتباس سینمایی را خرید. اسمیت گفت: "آن‌ها از من خواستند که فیلمنامه را هم خودم بنویسم، بنابراین وقتی مشغول نوشتن بخش پایانی کتاب بودم، می‌دانستم قرار است آن را به فیلم‌نامه تبدیل کنم."»
کارتر اسمیت کارگردان گفت: «اگر قرار است مخاطب بپذیرد که یک پیچک می‌تواند حرکت کند و وارد بدن شود و...، باید دنیای فیلم کاملاً واقعی باشد. ما در طراحی پیچک از عناصر مختلف گیاهان واقعی الهام گرفتیم. از آن‌جایی که پیچک در تقریباً همهٔ نماها پس از رسیدن شخصیت‌ها به تپه حضور دارد، باید طوری طراحی می‌شد که باورپذیر باشد و در عین حال، وقتی قابلیت‌هایش را می‌فهمیم، ترسناک به‌نظر برسد.»